# Minoru Torihada
 (mai 2022).
Si vous disposez d'ouvrages ou d'articles de référence ou si vous connaissez des sites web de qualité traitant du thème abordé ici, merci de compléter l'article en donnant les références utiles à sa vérifiabilité et en les liant à la section « Notes et références ».
Minoru Torihada (鳥肌実 Torihada Minoru) est un comédien japonais "pacifiste extrémiste". On ne connaît pas son âge mais dit être né dans les îles Sakhaline.

Torihada signifie 'chair de poule' en japonais.

## Le one man show
Jouant sur le nationalisme, habillé avec un uniforme de l'extrême droite (le uyoku) remarquablement imité mais sur lequel on découvre vite la présence, incongrue, de colombes de la paix, il organise son spectacle dans des salles de conférence. Avec son vocabulaire cru, il insulte et critique la politique et les dirigeants étrangers et même celle de son gouvernement.
Ses réunions, sont presque secrètes, pour savoir où il va se produire, il faut aller consulter sur son site ou noter les dates affichées illégalement dans de petites affichettes collées un peu partout dans les villes.
Pour dénoncer à sa sortie l'hypocrisie d'"Ore Wa, Kimi No Tame Ni Koso Shini Ni Iku" ("c'est pour toi que je pars à la mort"), film produit par Ishihara Shintarô, le maire de Tokyo d'extrême droite, qui présente une vision clairement orientée et passéiste sur le sacrifice des kamikaze à la fin de la guerre du Pacifique, Torihada Minoru avait par exemple répondu par un spectacle intitulé "Omae Koso, Kuni No Tame Ni Shi Ni Ike" ("t'as qu'à crever toi-même pour ton pays"). 

## La polémique
Est-ce de l'humour ou des attaques directes ? En tout cas, il dérange, interdit des plateaux télé à cause de son vocabulaire peu châtié, il gagne pourtant en popularité et remplit les salles.
Il a fait l'objet de menaces de mort de la part de l'extrême droite japonaise, lorsque celle-ci a compris que Torihada Minoru, sous couvert d'une imitation admirable de son langage, de ses modes de discours et de sa gestuelle, dénonçait finalement ses idées et appelait la population japonaise à réagir contre celles-ci. 
L'extrême droite japonaise semble pour l'instant avoir renoncé à mettre à exécution ses menaces, consciente de sa popularité et de ce que toute action menée contre Torihada la désignerait immédiatement comme coupable.